# Vorbasse Sogn
Vorbasse Sogn ist eine Kirchspielsgemeinde (dän.: Sogn) im südlichen Dänemark.

## Lage
Das Kirchenspiel liegt in der Region Syddanmark, in der Billund Kommune. Nachbargemeinden sind im Westen Hejnsvig Sogn und im Norden Grene Sogn, in der östlich benachbarten Vejle Kommune Randbøl Sogn und Egtved Sogn, sowie in der südlich gelegenen Vejen Kommune im Südosten Veerst Sogn und im Süden Bække Sogn und Lindknud Sogn.
Südlich des Ortes liegt der Stensbjerggård Langdysse, ein großer Dolmen.

## Entwicklung

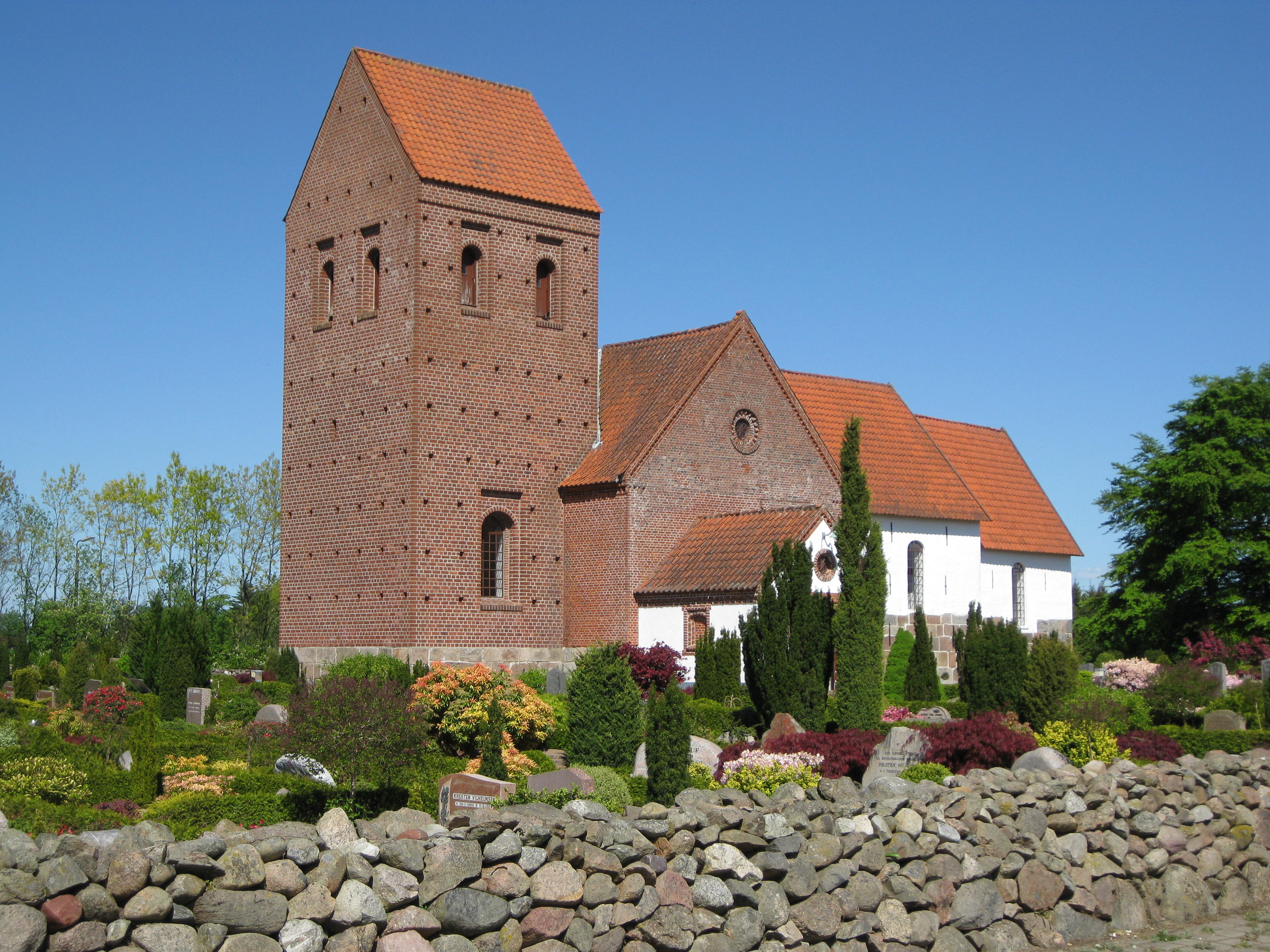
Vorbasse Kirke

Bis 1970 gehörte sie zur Harde Slavs Herred im damaligen Ribe Amt, danach zur Grindsted Kommune im erweiterten Ribe Amt, die im Zuge der  Kommunalreform zum 1. Januar 2007 in der „neuen“  Billund Kommune in der Region Syddanmark aufgegangen ist. Am 1. Oktober 2010 wurde der ehemalige Kirchenbezirk Skjoldbjerg Kirkedistrikt im Vorbasse Sogn mit der Abschaffung der dänischen Kirchenbezirke ein selbständiges Sogn Skjoldbjerg Sogn.

## Demographie
Im Kirchspiel leben 1817 Einwohner, davon 1299 im Kirchdorf (Stand:1. Januar 2023). Im Kirchspiel liegt die Kirche „Vorbasse Kirke“.